# Noivinha-olho-de-fogo
O Xolmis pyrope  é uma ave passeriforme da América do Sul pertencente à família Tyrannidae . Geralmente é  inserido no gênero Xolmis, mas já foi incluído em um gênero próprio (pyrope) no passado.
Contém de 19-21 cm de comprimento. As partes superiores de seu corpo consistem em cinza claro. As partes inferiores são cinza claro e branco. Os olhos são de um vermelho coral brilhante, que dá nome ao pássaro.
É encontrado no centro e sul do Chile, sudoeste da Argentina e Tierra del Fuego . Aves errantes ocorreram logo a leste da Terra do Fogo, nas Ilhas Malvinas .  

## Galeria

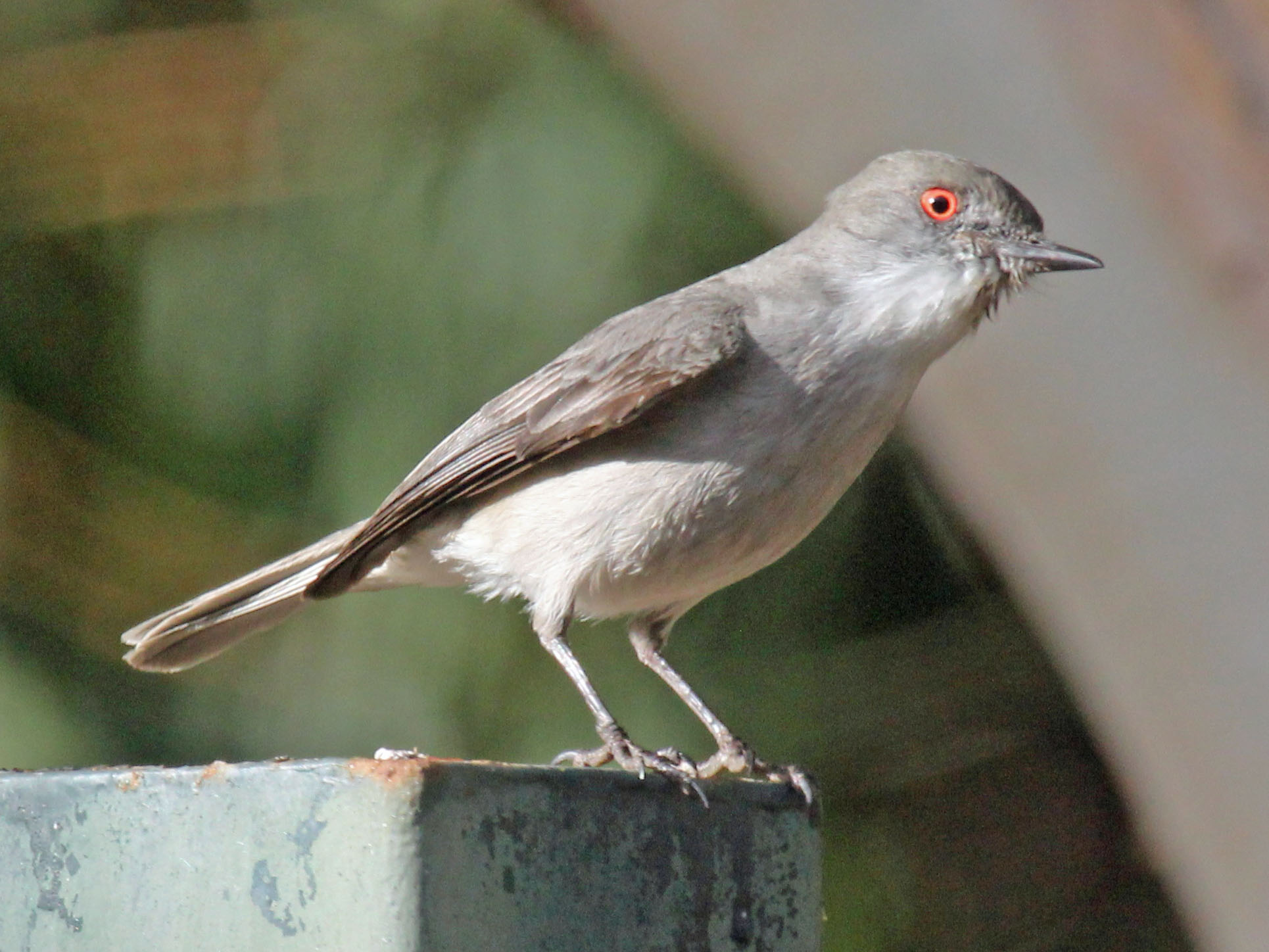

## ligações externas
- Vídeos de Diucon com olhos de fogo na coleção de pássaros da Internet